# Anolis roosevelti
Espèce
Synonymes
- Xiphosurus roosevelti (Grant, 1931)

Statut de conservation UICN

 CR D : 
En danger critique
Anolis roosevelti est une espèce de sauriens de la famille des Dactyloidae. 

## Répartition
Cette espèce est endémique du banc de Porto Rico. Elle se rencontre à Culebra, aux îles Vierges des États-Unis et aux îles Vierges britanniques.

## Description
Les mâles mesurent jusqu'à 160 mm.

## Étymologie
Cette espèce est nommée en l'honneur de Theodore Roosevelt Junior.

## Publication originale
- Grant, 1931 : A new species and two new sub-species of the genus Anolis. Journal of the Department of Agriculture of Porto Rico, vol. 15, p. 219-222.